# Six Minutes to Midnight
Six Minutes to Midnight ist ein Filmdrama von Andy Goddard, das am 26. März 2021 im Vereinigten Königreich seine Premiere feierte.

## Handlung
Sommer 1939, kurz vor dem Ausbruch des Zweiten Weltkrieges. Einflussreiche Familien aus dem nationalsozialistischen Deutschland haben ihre Töchter auf das Augusta-Victoria College in der englischen Küstenstadt Bexhill-on-Sea geschickt, damit diese dort die Sprache lernen. Die Klasse des von Miss Rocholl geleiteten Mädcheninternats wird von der Lehrerin Ilse Keller unterrichtet. Thomas Miller, ein Nazi-Gegner, ist ihr Englischlehrer. Als man an der Schule die Leiche eines Lehrers findet, wird Miller von der Polizei des Mordes verdächtigt.

## Produktion
Es handelt sich nach Set Fire to the Stars und A Kind of Murder um den dritten Spielfilm, bei dem Andy Goddard Regie führte, der in der Vergangenheit überwiegend für Fernsehserien tätig war. Gemeinsam mit Celyn Jones und dem Schauspieler Eddie Izzard schrieb Goddard auch das Drehbuch.	
Judi Dench übernahm die Rolle der Schulleiterin Miss Rocholl, Carla Juri spielt Ilse Keller, ihre Assistentin und Lehrerin der deutschen Mädchen. Izzard spielt den Englischlehrer Thomas Miller. Die deutschen Schauspielerinnen Bianca Nawrath und Tijan Marei spielen Paula und Gretel.
Die Dreharbeiten fanden im Sommer 2018 an verschiedenen Orten in Wales statt. Als Kameramann fungierte Chris Seager. Die Filmmusik komponierte Marc Streitenfeld. Das Soundtrack-Album mit insgesamt 17 Musikstücken wurden Ende März 2021 als Download veröffentlicht. Für die visuellen Effekte war Alex Wuttke von Industrial Light & Magic verantwortlich.
Der Film kam im März 2021 in die Kinos im Vereinigten Königreich.

## Rezeption
Insgesamt stieß der Film bei den Kritikern auf geteiltes Echo.